# Île Petermann
Pour les articles homonymes, voir Petermann.
L'île Petermann est une petite île située sur la côte ouest de la péninsule Antarctique, à une courte distance au sud de l'île Booth et du chenal Lemaire. Elle fait 2 km de long, est arrondie et basse. Elle héberge la colonie la plus au sud du monde de manchots papou et accueille aussi un certain nombre de manchots Adélie.

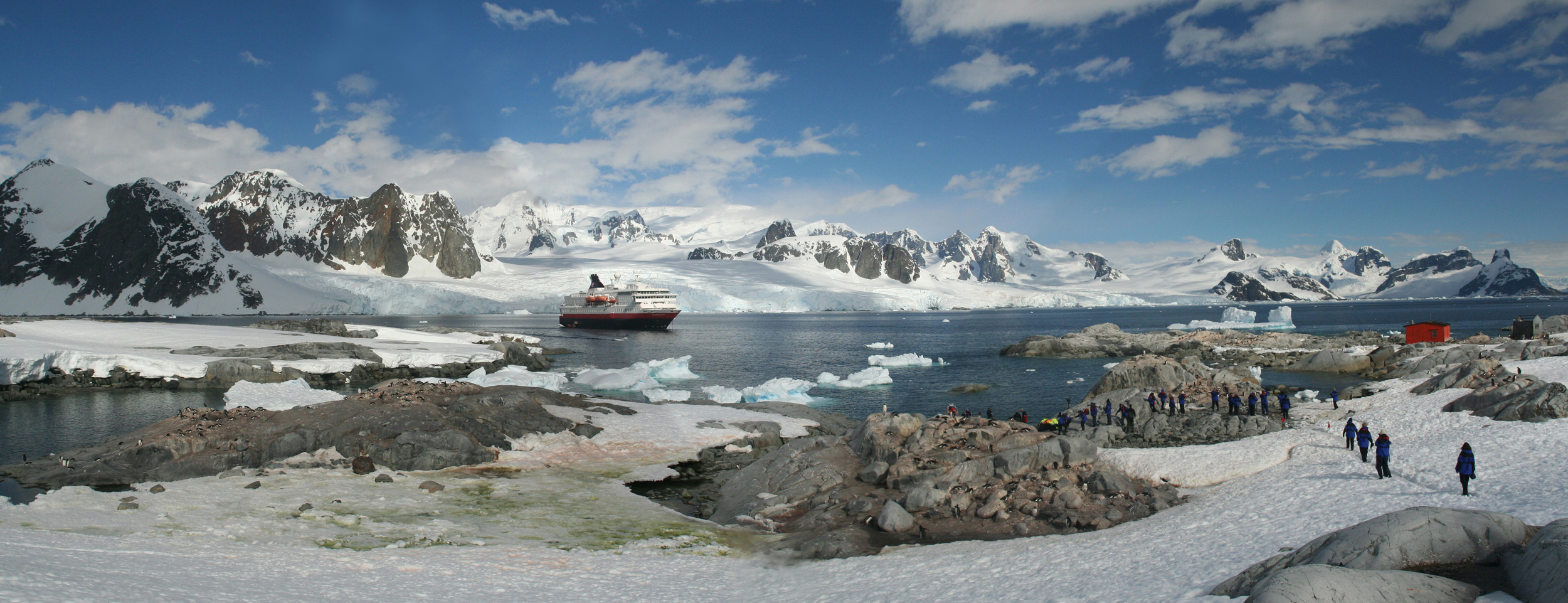
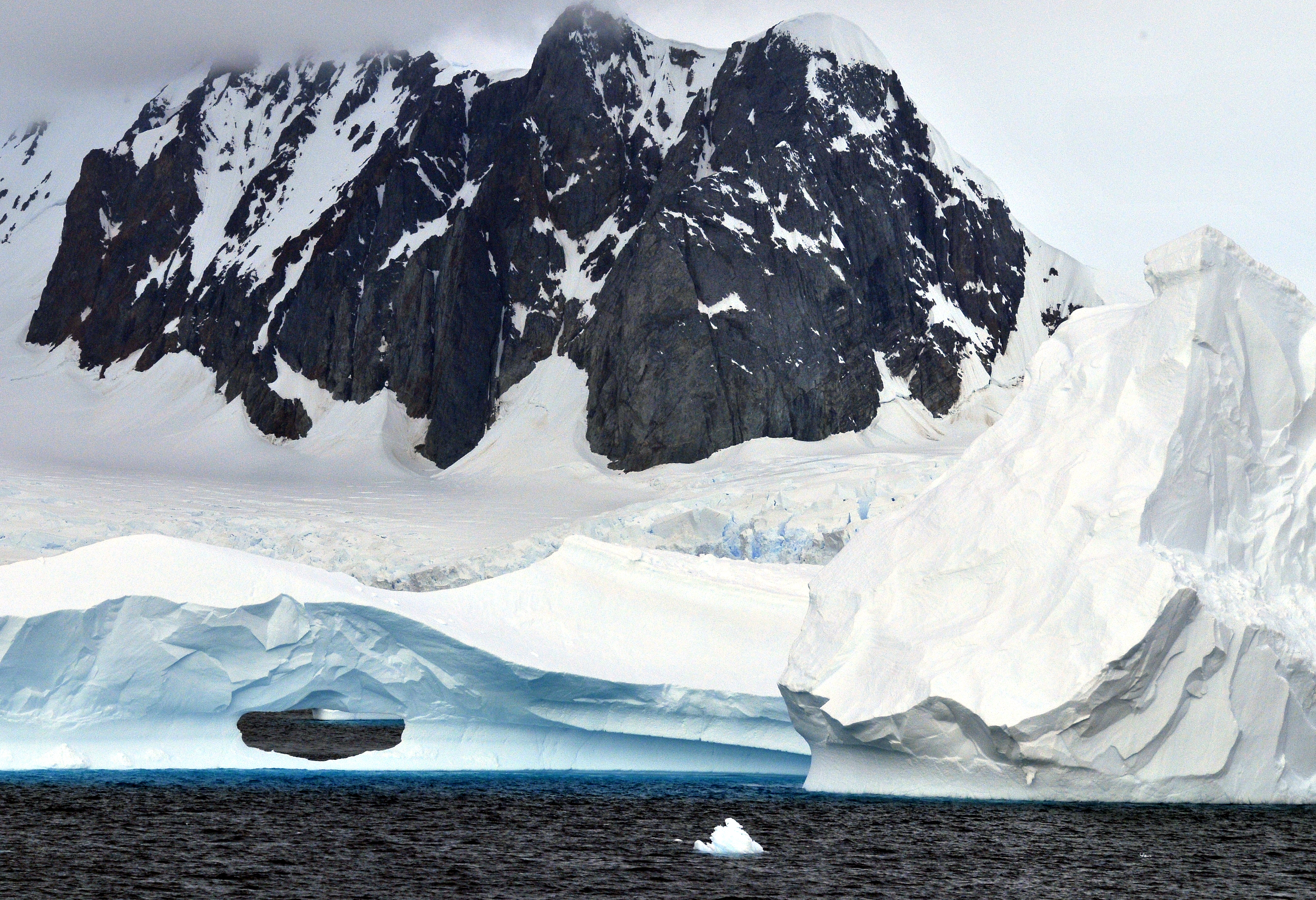
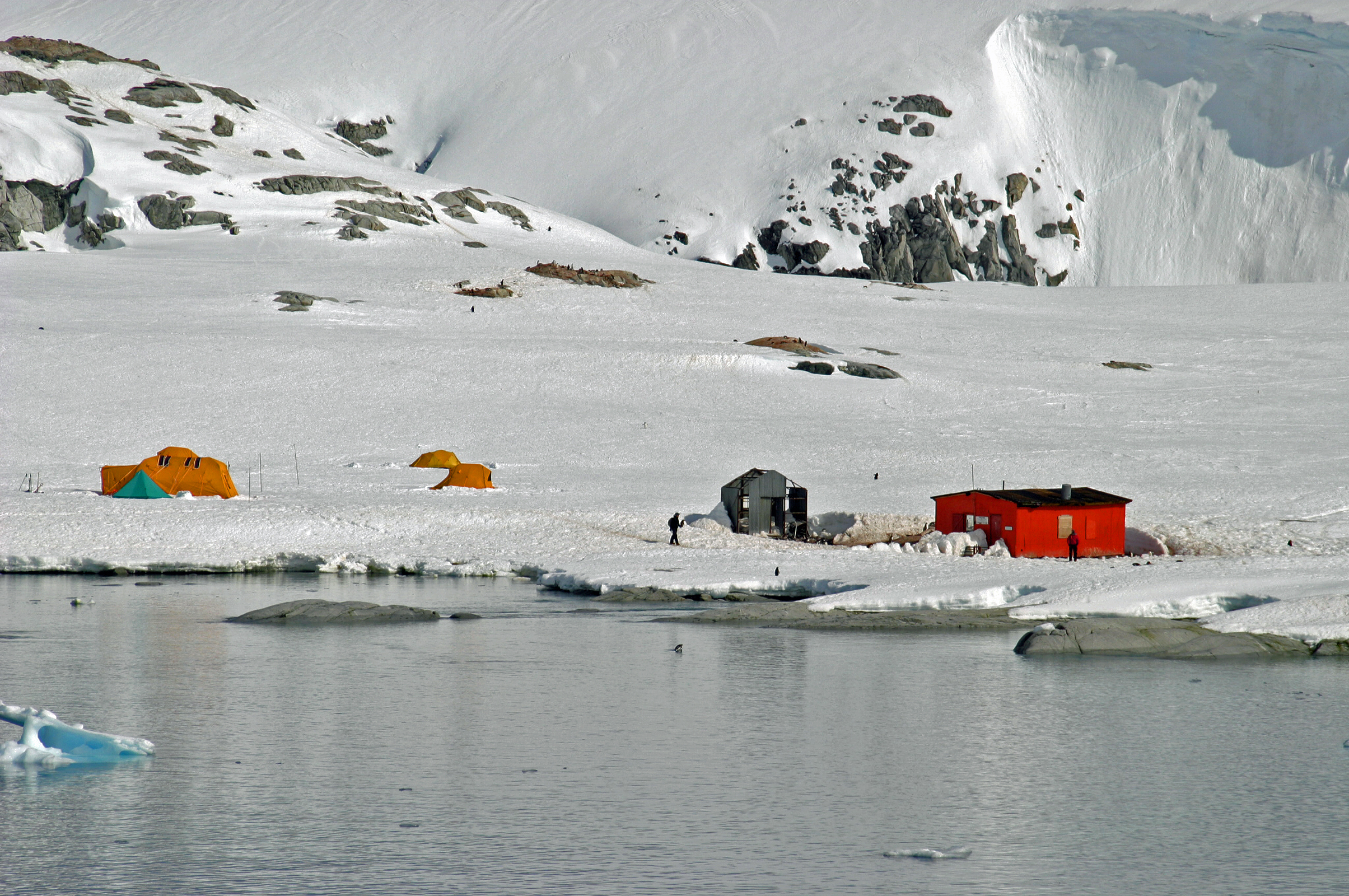

## Géographie et histoire

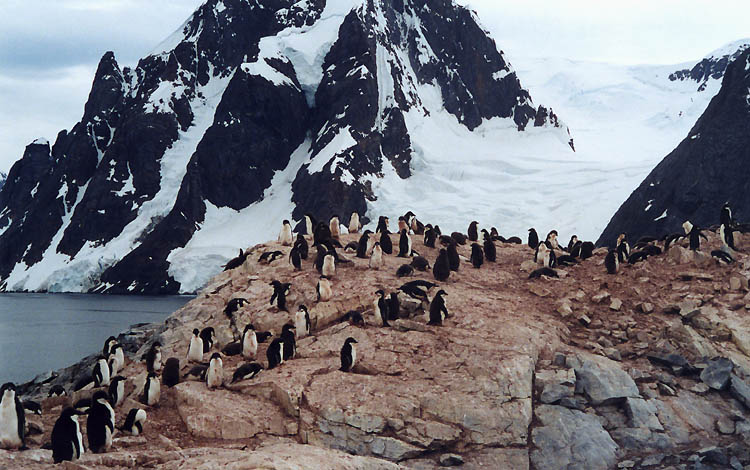
Manchots Adélie sur l'île Petermann

Une expédition allemande sous l'autorité de Eduard Dallmann, a découvert l'île en 1873-74, et l'a nommée en l'honneur du géographe August Petermann. L'expédition antarctique française de 1908-10 de Jean-Baptiste Charcot explore le sud-est de l'île, et baptise cette côte Port de la Circoncision, parce qu'elle a été découverte le 1er janvier 1909, jour traditionnel de la cérémonie de la circoncision du Christ.
Les abris construits par l'expédition ont disparu. Il reste un cairn, un refuge construit par l'Argentine en 1955 et une croix commémorant trois membres d'une expédition antarctique britannique, morts dans une tentative en 1982 de traverser la banquise de l'ancienne station Faraday à l'île Petermann.